# Coppa panamericana maschile di pallavolo 2014
La Coppa panamericana di pallavolo femminile 2014 si è svolta dall'11 al 16 agosto 2014 a Tijuana, in Messico: al torneo hanno partecipato nove squadre nazionali nordamericane e sudamericane e la vittoria finale è andata per la prima volta a Cuba.

## Impianti
|                                                                                     |  |  |
|                                                                                     |  |  |
| Centro de Alto Rendimiento de Tijuana Città: Tijuana Capienza: - Anno d'apertura: - |  |  |

## Regolamento
Le squadre hanno disputato una prima fase a gironi con formula del girone all'italiana: al termine della prima fase:
- Le prime tre classificate di ogni girone hanno acceduto alla fase finale per il primo posto, strutturata in quarti di finale (a cui non hanno partecipato le migliori due prime classificate, già qualificate alle semifinali), semifinali, finale per il terzo posto e finale.
- Le due sconfitte ai quarti di finale hanno acceduto alla finale per il quinto posto.
- Le ultime classificate di ogni girone hanno acceduto alla fase finale per il settimo posto, strutturata in semifinale (a cui non ha partecipato la migliore ultima classificata, già qualificata alla finale), e finale.

## Squadre partecipanti
| Squadra         | Qualificazione      | Ultima partecipazione      |
| --------------- | ------------------- | -------------------------- |
| Argentina       | -                   | Messico 2013               |
| Canada          | -                   | Repubblica Dominicana 2012 |
| Colombia        | -                   | Porto Rico 2010            |
| Cuba            | -                   | Repubblica Dominicana 2007 |
| Messico         | Paese organizzatore | Messico 2013               |
| Porto Rico      | -                   | Messico 2013               |
| Rep. Dominicana | -                   | Messico 2013               |
| Stati Uniti     | -                   | Messico 2013               |
| Venezuela       | -                   | Repubblica Dominicana 2012 |

## Torneo

### Fase a gironi
| Girone A    | Girone B        | Girone C  |
| ----------- | --------------- | --------- |
| Colombia    | Cuba            | Argentina |
| Messico     | Porto Rico      | Canada    |
| Stati Uniti | Rep. Dominicana | Venezuela |

### Girone A

#### Risultati
| 11 agosto 2014 Centro de Alto Rendimiento, Tijuana Durata: 1h:28 - Spettatori: 2 500 | Messico  | 3 - 0 | Colombia    | 25-20, 25-20, 26-24 |
| 12 agosto 2014 Centro de Alto Rendimiento, Tijuana Durata: 1h:24 - Spettatori: 1 500 | Colombia | 0 - 3 | Stati Uniti | 18-25, 23-25, 15-25 |
| 13 agosto 2014 Centro de Alto Rendimiento, Tijuana Durata: 1h:38 - Spettatori: 2 500 | Messico  | 0 - 3 | Stati Uniti | 29-31, 23-25, 23-25 |

#### Classifica
| Pos | Squadra     | Pt | G | V | P | SV | SP | Ratio | PF  | PS  | Ratio |
| --- | ----------- | -- | - | - | - | -- | -- | ----- | --- | --- | ----- |
| 1   | Stati Uniti | 10 | 2 | 2 | 0 | 6  | 0  | MAX   | 156 | 131 | 1.191 |
| 2   | Messico     | 5  | 2 | 1 | 1 | 3  | 3  | 1.000 | 151 | 145 | 1.041 |
| 3   | Colombia    | 0  | 2 | 0 | 2 | 0  | 6  | 0.000 | 120 | 151 | 0.795 |

### Girone B

#### Risultati
| 11 agosto 2014 Centro de Alto Rendimiento, Tijuana Durata: 2h:05 - Spettatori: 950 | Cuba            | 3 - 2 | Porto Rico      | 18-25, 26-24, 25-20, 21-25, 15-12 |
| 12 agosto 2014 Centro de Alto Rendimiento, Tijuana Durata: 1h:28 - Spettatori: 300 | Porto Rico      | 3 - 0 | Rep. Dominicana | 25-17, 25-18, 28-26               |
| 13 agosto 2014 Centro de Alto Rendimiento, Tijuana Durata: 1h:17 - Spettatori: 350 | Rep. Dominicana | 0 - 3 | Cuba            | 19-25, 19-25, 23-25               |

#### Classifica
| Pos | Squadra         | Pt | G | V | P | SV | SP | Ratio | PF  | PS  | Ratio |
| --- | --------------- | -- | - | - | - | -- | -- | ----- | --- | --- | ----- |
| 1   | Cuba            | 8  | 2 | 2 | 0 | 6  | 2  | 3.000 | 180 | 167 | 1.078 |
| 2   | Porto Rico      | 7  | 2 | 1 | 1 | 5  | 3  | 1.667 | 184 | 166 | 1.108 |
| 3   | Rep. Dominicana | 0  | 2 | 0 | 2 | 0  | 6  | 0.000 | 122 | 153 | 0.797 |

### Girone C

#### Risultati
| 11 agosto 2014 Centro de Alto Rendimiento, Tijuana Durata: 2h:03 - Spettatori: 500   | Canada    | 1 - 3 | Venezuela | 20-25, 17-25, 25-21, 28-30        |
| 12 agosto 2014 Centro de Alto Rendimiento, Tijuana Durata: 1h:31 - Spettatori: 450   | Venezuela | 0 - 3 | Argentina | 20-25, 33-35, 23-25               |
| 13 agosto 2014 Centro de Alto Rendimiento, Tijuana Durata: 2h:18 - Spettatori: 1 650 | Argentina | 3 - 2 | Canada    | 25-18, 21-25, 25-22, 23-25, 19-17 |

#### Classifica
| Pos | Squadra   | Pt | G | V | P | SV | SP | Ratio | PF  | PS  | Ratio |
| --- | --------- | -- | - | - | - | -- | -- | ----- | --- | --- | ----- |
| 1   | Argentina | 8  | 2 | 2 | 0 | 6  | 2  | 3.000 | 198 | 183 | 1.082 |
| 2   | Venezuela | 4  | 2 | 1 | 1 | 3  | 4  | 0.750 | 177 | 175 | 1.011 |
| 3   | Canada    | 3  | 2 | 0 | 2 | 3  | 6  | 0.500 | 197 | 214 | 0.921 |

### Fase finale

#### Finale 1º e 3º posto
|  | Quarti     | Quarti      |             |            | Semifinali         | Semifinali         |  |  | Finale 1º/2º posto | Finale 1º/2º posto |
|  |            |             |             |            |                    |                    |  |  |                    |                    |
|  |            |             |             |            |                    |                    |  |  |                    |                    |
|  |            |             |             |            |                    |                    |  |  |                    |                    |
|  | -          | -           |             |            |                    |                    |  |  |                    |                    |
|  | -          | -           |             |            |                    |                    |  |  |                    |                    |
|  | -          | -           |             |            |                    |                    |  |  |                    |                    |
|  | -          | -           | Argentina   | 2          |                    |                    |  |  |                    |                    |
|  |            |             | Argentina   | 2          |                    |                    |  |  |                    |                    |
|  |            | Cuba        | 3           |            |                    |                    |  |  |                    |                    |
|  | Cuba       | Cuba        | 3           | 3          |                    |                    |  |  |                    |                    |
|  | Cuba       |             |             | 3          |                    |                    |  |  |                    |                    |
|  | Venezuela  | 2           |             |            |                    |                    |  |  |                    |                    |
|  | Venezuela  | 2           | Cuba        | 3          |                    |                    |  |  |                    |                    |
|  |            |             | Cuba        | 3          |                    |                    |  |  |                    |                    |
|  |            | Stati Uniti | 0           |            |                    |                    |  |  |                    |                    |
|  | -          | Stati Uniti | 0           | -          |                    |                    |  |  |                    |                    |
|  | -          |             |             | -          |                    |                    |  |  |                    |                    |
|  | -          | -           |             |            |                    |                    |  |  |                    |                    |
|  | -          | -           | Stati Uniti | 3          | Finale 3º/4º posto | Finale 3º/4º posto |  |  |                    |                    |
|  |            |             | Stati Uniti | 3          | Finale 3º/4º posto | Finale 3º/4º posto |  |  |                    |                    |
|  |            | Porto Rico  | 0           |            |                    |                    |  |  |                    |                    |
|  | Porto Rico | Porto Rico  | 0           | 3          | Argentina          | 3                  |  |  |                    |                    |
|  | Porto Rico |             |             | 3          | Argentina          | 3                  |  |  |                    |                    |
|  | Messico    | 1           |             | Porto Rico | 2                  |                    |  |  |                    |                    |
|  | Messico    | 1           |             |            | 2                  |                    |  |  |                    |                    |
|  |            |             |             |            |                    |                    |  |  |                    |                    |
|  |            |             |             |            |                    |                    |  |  |                    |                    |

##### Quarti di finale
| 14 agosto 2014 Centro de Alto Rendimiento, Tijuana Durata: 2h:39 - Spettatori: 600   | Cuba       | 3 - 2 | Venezuela | 23-25, 25-20, 25-16, 29-31, 15-6 |
| 14 agosto 2014 Centro de Alto Rendimiento, Tijuana Durata: 1h:58 - Spettatori: 2 500 | Porto Rico | 3 - 1 | Messico   | 27-25, 25-23, 23-25, 25-16       |

##### Semifinali
| 15 agosto 2014 Centro de Alto Rendimiento, Tijuana Durata: 2h:08 - Spettatori: 500   | Argentina   | 2 - 3 | Cuba       | 22-25, 18-25, 25-19, 25-23, 13-15 |
| 15 agosto 2014 Centro de Alto Rendimiento, Tijuana Durata: 1h:35 - Spettatori: 2 800 | Stati Uniti | 3 - 0 | Porto Rico | 28-26, 25-22, 26-24               |

##### Finale 3º posto
| 16 agosto 2014 Centro de Alto Rendimiento, Tijuana Durata: 2h:14 - Spettatori: 1 500 | Argentina | 3 - 2 | Porto Rico | 25-21, 25-23, 20-25, 24-26, 18-16 |

##### Finale
| 16 agosto 2014 Centro de Alto Rendimiento, Tijuana Durata: 1h:20 - Spettatori: 2 100 | Cuba | 3 - 0 | Stati Uniti | 25-16, 25-23, 25-23 |

#### Finale 5º posto
| 16 agosto 2014 Centro de Alto Rendimiento, Tijuana Durata: 1h:51 - Spettatori: 150 | Messico | 1 - 3 | Venezuela | 25-22, 20-25, 15-25, 23-25 |

#### Finale 7º posto

##### Semifinali
| 14 agosto 2014 Centro de Alto Rendimiento, Tijuana Durata: 2h:05 - Spettatori: 300 | Rep. Dominicana | 3 - 1 | Colombia | 25-21, 25-27, 25-20, 25-21 |

##### Finale
| 15 agosto 2014 Centro de Alto Rendimiento, Tijuana Durata: 2h:11 - Spettatori: 250 | Canada | 3 - 2 | Rep. Dominicana | 25-21, 22-25, 22-25, 25-16, 15-13 |

## Podio

### Campione
Formazione: 1 González, 2 Romero, 4 Jiménez, 5 Macías, 6 Gutiérrez, 8 Cepeda, 9 Osoria, 11 Fundora, 13 Fiel, 16 Mesa, 17 Chapman, 20 Uriarte, CT: Sánchez

### Secondo posto
Formazione: 3 Rowe, 4 Crabb, 5 McIlvaine, 7 Brinkley, 11 Kevorken, 12 Page, 13 Averill, 14 Dejno, 17 La Cavera, 18 Nally, 20 Boldog, 22 Olson, CT: Sullivan

### Terzo posto
Formazione: 1 Kukartsev, 2 Villalba, 6 Poglajen, 7 López, 8 González, 10 Finoli, 11 Zornetta, 13 Imhoff, 14 Palacios, 16 Gauna, 17 Franetovich, 21 Quiroga, CT: Ferraro

## Classifica finale
| Pos | Squadra         |
| --- | --------------- |
|     | Cuba            |
|     | Stati Uniti     |
|     | Argentina       |
| 4   | Porto Rico      |
| 5   | Venezuela       |
| 6   | Messico         |
| 7   | Canada          |
| 8   | Rep. Dominicana |
| 9   | Colombia        |

## Premi individuali
| Premio                | Nome             | Squadra         |
| --------------------- | ---------------- | --------------- |
| MVP                   | Rolando Cepeda   | Cuba            |
| Miglior palleggiatore | Robert Boldog    | Stati Uniti     |
| Miglior opposto       | José Cáceres     | Rep. Dominicana |
| Miglior schiacciatore | Javier Jiménez   | Cuba            |
| Miglior schiacciatore | Rodrigo Villalba | Argentina       |
| Miglior centrale      | Mannix Román     | Porto Rico      |
| Miglior centrale      | David Fiel       | Cuba            |
| Miglior libero        | Franco López     | Argentina       |